# Jasurbek Yakhshiboev
Jasurbek Yakhshiboev (en uzbeko: Jasurbek Jumaboy oʻgʻli Yaxshiboyev; Chinoz, 24 de junio de 1997) es un futbolista internacional uzbeko que juega de delantero.

## Carrera
Nacido en Chinoz, en la provincia de Taskent, Yakhshiboev se unió a la cantera del FC Pajtakor Tashkent a la edad de 7 años. El joven extremo uzbeko comenzaría su carrera profesional en 2016, progresando rápidamente hasta convertirse en jugador habitual en el primer equipo del club capitalino. Falto de minutos, en julio de 2019 se marcharía cedido al FC AGMK durante la segunda mitad de la temporada 2019 de la Super Liga de Uzbekistán.
En 2020, Yakhshiboev se unió al club bielorruso FC Energetik-BGU Minsk en un contrato de préstamo por una temporada. El 19 de marzo de 2020 debutaría contra el FC BATE Borisov, marcando dos goles para el club. El 13 de febrero de 2021, firmó un contrato de 2,5 años con el Legia de Varsovia de la Ekstraklasa polaca. Durante la ventana de transferencias de verano de la temporada 2021-22, el club polaco anuncia la salida del delantero uzbeko, en condición de préstamo, al FC Sheriff Tiraspol de la División Nacional de Moldavia por una temporada. El 28 de septiembre de 2021, marcó el primer gol en la sorpresiva victoria por 2-1 ante el Real Madrid en la Liga de Campeones de la UEFA. A su vuelta a Polonia, y después de registrar únicamente 11 minutos con la elástica del Legia, el 5 de julio de 2022 se anunció por mutuo acuerdo la rescisión de su contrato. El 16 de julio de 2022 regresa a su país natal para jugar en el Navbahor Namangan de la Super Liga de Uzbekistán.

## Selección nacional
En 2016 disputó un total de 3 partidos y anotó 1 gol con la selección de fútbol sub-20 de Uzbekistán, siendo posteriormente internacional con la selección de fútbol sub-23 de Uzbekistán, proclamándose en enero de 2018 vencedor del Campeonato Sub-23 de la AFC. Yakhshiboev debutó con la selección absoluta el 18 de mayo de 2018, en un partido amistoso contra Irán en el torneo China Cup.

## Clubes
| Club                            | País        | Año       | Partidos | Goles |
| ------------------------------- | ----------- | --------- | -------- | ----- |
| FC Pajtakor Tashkent            | Uzbekistán  | 2016-2020 | 55       | 5     |
| FC AGMK (cedido)                | Uzbekistán  | 2019      | 12       | 0     |
| FC Energetik-BGU Minsk (cedido) | Bielorrusia | 2020      | 14       | 9     |
| Shakhtyor Soligorsk (cedido)    | Bielorrusia | 2020      | 15       | 9     |
| Legia de Varsovia               | Polonia     | 2021-2022 | 1        | 0     |
| FC Sheriff Tiraspol (cedido)    | Moldavia    | 2021-2022 | 11       | 2     |
| Navbahor Namangan               | Uzbekistán  | 2022-2024 | 32       | 7     |
| FC Ordabasy                     | Kazajistán  | 2024      | 27       | 9     |

## Palmarés

### Campeonatos nacionales
| Título                      | Club                | País        | Año  |
| --------------------------- | ------------------- | ----------- | ---- |
| Liga Premier de Bielorrusia | Shakhtyor Soligorsk | Bielorrusia | 2020 |
| Ekstraklasa                 | Legia de Varsovia   | Polonia     | 2021 |